# Umbraculoidea
Umbraculoidea — надсемейство необычных ложных блюдечек с тонкой мягкой раковиной конической формы, морских брюхоногих моллюсков, входящих в кладу Umbraculida внутри клады Euopisthobranchia.
Umbraculoidea указано как единственное надсемейство в кладе Umbraculida в неформальной группе Opisthobranchia в таксономии Буше и Рокруа (2005).

## Описание
Животные обоих семейств крупные, с небольшой раковиной, похожей на блюдце, которая закрывает только висцеральную массу и жабры. С правой стороны между мантией и ногой расположены перовидные внешние жабры. Моллюски Tylodinidae удлинённые, с выступающими щупальцами и ринофорами, имеют гладкую текстуру жёлтого цвета. Представитель Umbraculidae шаровидный и тяжёлый, покрытый крупными пустулами. Ротовые щупальца, ринофоры и рот спрятаны в щели передней части ноги, выше в ней же находится постоянно вывернутый пенис. Животные обоих семейств питаются губками; Tylodinidae предпочитают семейство Aplysinellidae, тогда как Umbraculidae питаются разнообразными видами.

## Таксономия
В своём исследовании, опубликованном в 2004 г., Гранде и др. делают вывод, что Umbraculoidea была сестринской группой по отношению к Cephalaspidea (исключая Acteonoidea).

### Таксономия 2005 года
Umbraculoidea делится на два семейства:
- Umbraculidae Dall, 1889 (1827)
- Tylodinidae Gray, 1847

### Таксономия 2010 года
Йоргер и др.(2010) переместили Umbraculoidea в Euopisthobranchia.